# Брунете
Брунете (ісп. Brunete) — муніципалітет в Іспанії, у складі автономної спільноти Мадрид. Населення — 9814 осіб (2010).
Муніципалітет розташований на відстані близько 24 км на захід від Мадрида.
На території муніципалітету розташовані такі населені пункти: (дані про населення за 2010 рік)
- Брунете: 9046 осіб
- Ла-Дееса: 91 особа
- Ель-Вальє-де-лос-Росалес: 674 особи
- Ла-Барранка: 3 особи

## Демографія
Динаміка населення (INE ):

## Галерея зображень

Розташування муніципалітету у автономній спільноті Мадрид
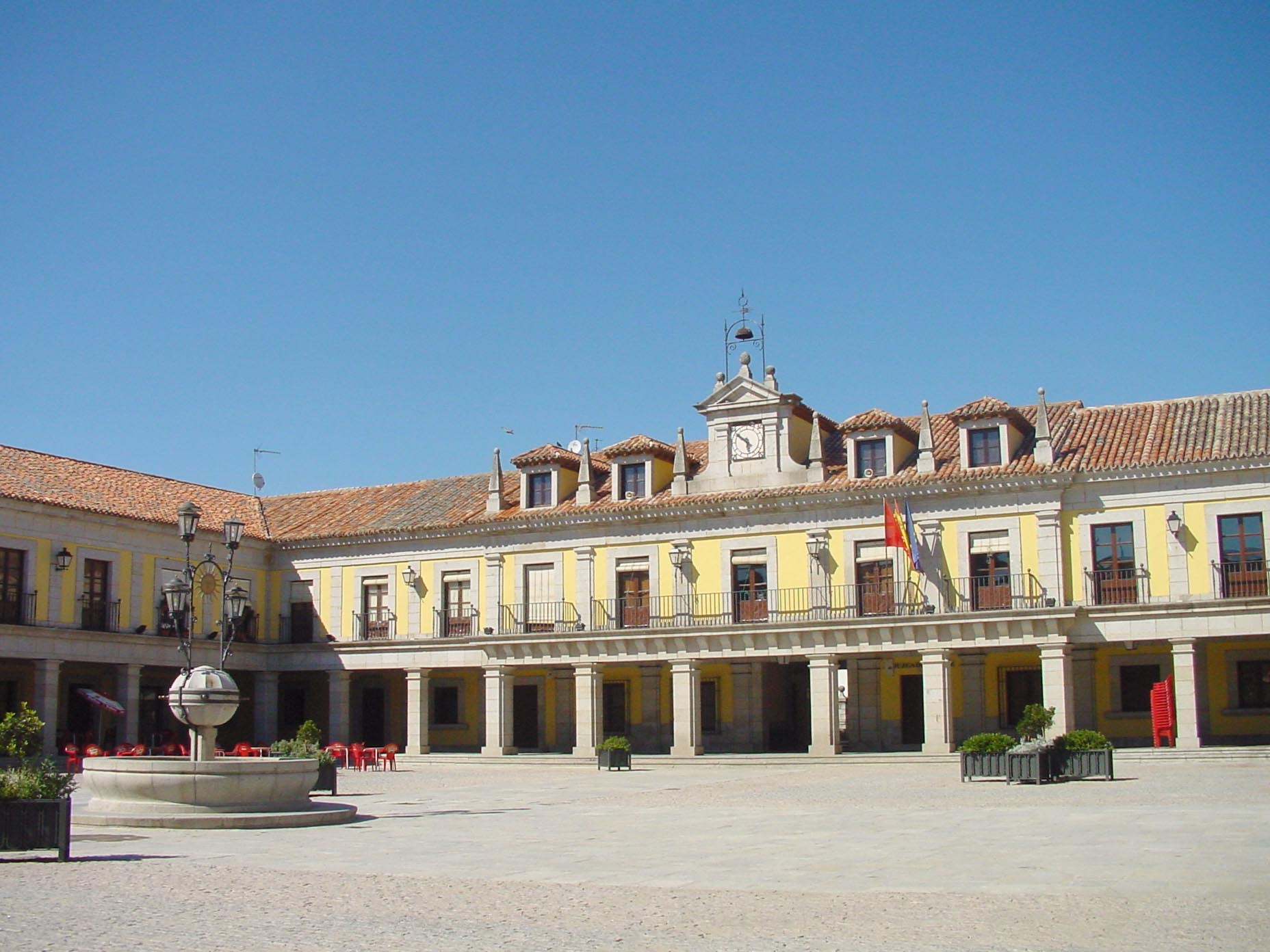
Муніципальна рада
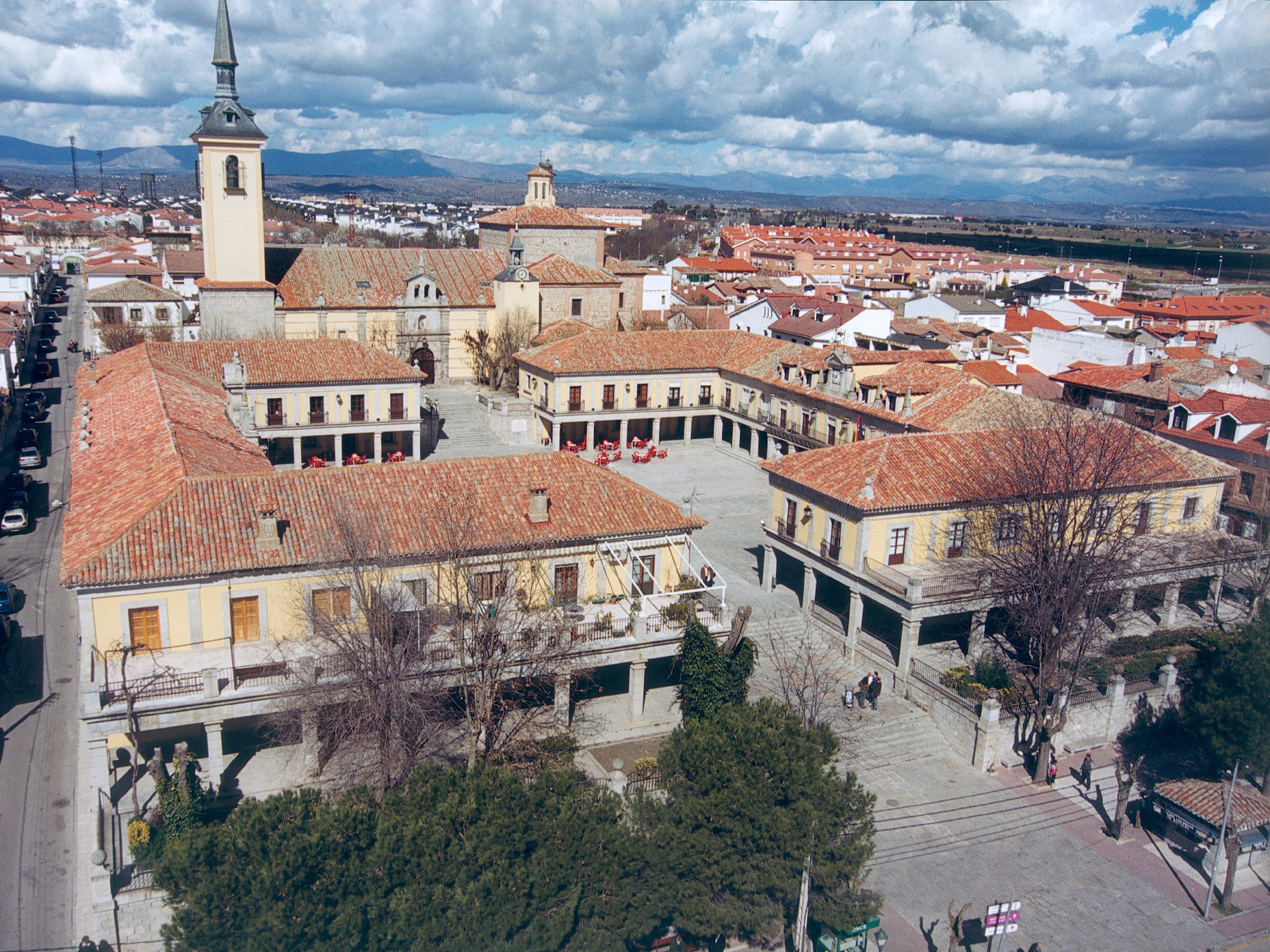
Брунете
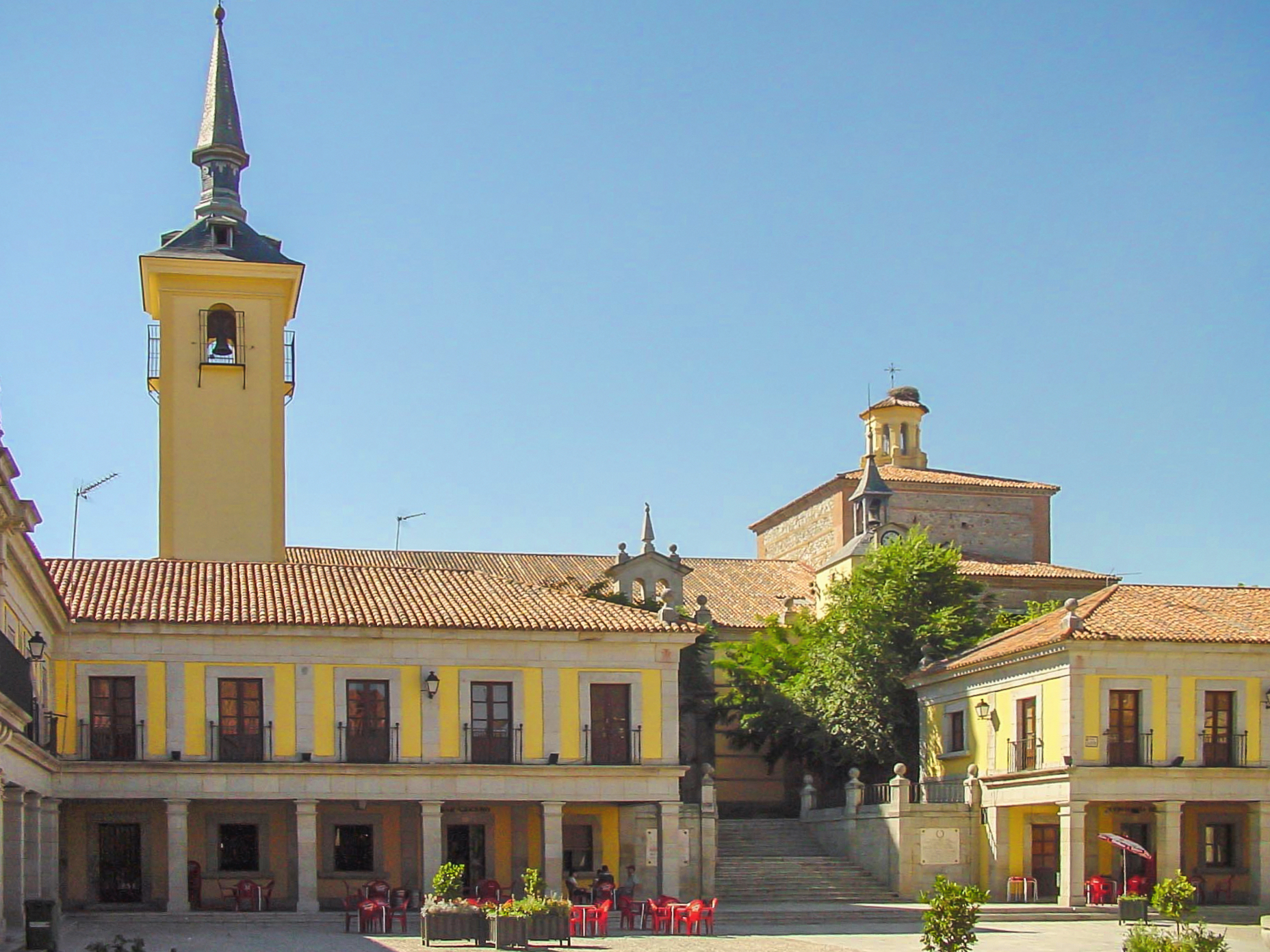
Пласа-Майор